# Torre Cerdana
La Torre Cerdana és una fortificació medieval, actualment enrunada, de la comuna de Portè, de la comarca de l'Alta Cerdanya, a la Catalunya del Nord.
Es troba al capdamunt de la Vall de Querol, des d'on domina tot el poble de Portè i la part alta de la vall. Protegia l'entrada septentrional de la Cerdanya.

## Història
Esmentada per primera vegada l'any 1288 com a «Turri Cerdana»; el 1293 és anomenada torre de Pimorent i l'any 1318 es documenta el «castellum de Pimorent». A la darreria del segle xiv és anomenada de bell nou Torre Cerdana. Apareix amb el nom de torre perquè en els seus orígens degué ser una torre de defensa però en realitat es tractava d'un veritable castell amb funció de lloc de guaita i aplec d'una força armada capaç de fer front a qualsevol atac, complementada defensivament més avall pel castell de Querol. El rei Jaume I la donà al baró d'Enveig (en francès Enveitg) que la convertí en el bastió avançat d'un conjunt de fortificacions de la vall de Querol. Ramon Xetmar d'Enveig, fill de Ramon Guillem, la infeudà a Jaume de Santaeulàlia l'any 1293. El 1310, el rei Jaume II de Mallorca la va recuperar mitjançant permuta amb Jaume de Santaeulàlia. El rei manà reforçar les defenses de la torre i això explicaria la denominació de castell que es troba en una escriptura de l'any 1318. Un inventari del 1399 enumera 13 cuirasses, 14 capells de ferro, 11 ballestes i 6 mandrons. Aquesta torre i el castell de Querol foren encomanats a oficials del rei. El castellà que la regia sovint era també batlle de la vall de Querol. El càrrec arribà fins al segle xvii i es creu que la torre restava encara dempeus i era utilitzada.
L'advocat i doctor en lleis Antoni Olibà descriu, a la fi del segle xvi, que les incursions enemigues eren alertades al castell de Puigcerdà des de la Torre Cerdana, passant pel castell de Querol, gràcies a un tret de bombarda disparat a l'extrem de la vall.

## Arquitectura

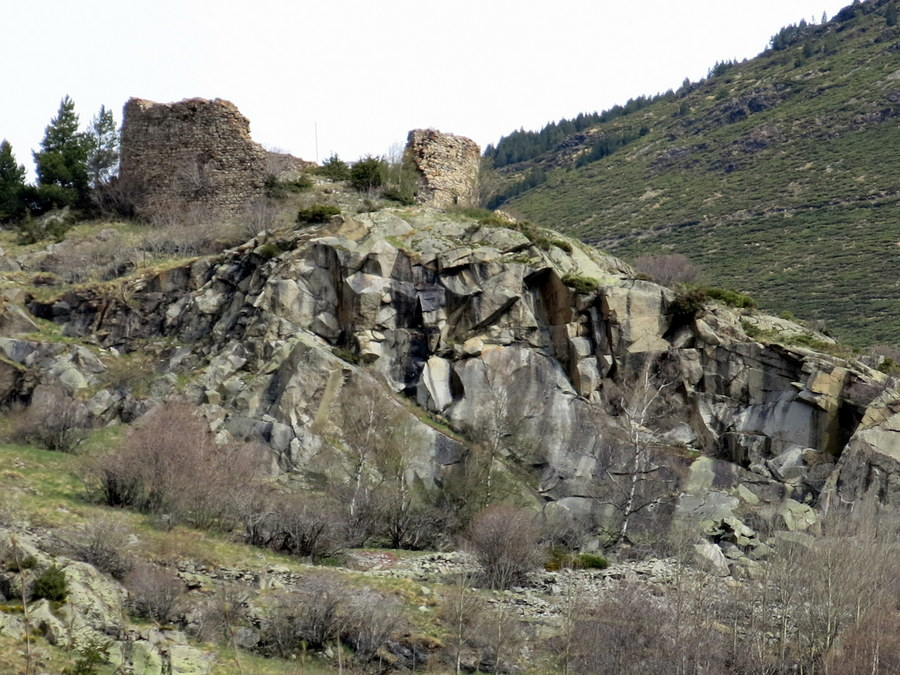
Detall del castell

Castell roquer de planta quasi circular amb 20 m de diàmetre a l'interior. La cara nord té uns 11 m i és recta. Els murs tenen un gruix entre 120 i 150 cm. Es conserven força bé la façana nord, un tram al sud-oest i un altre a l'est. Aquest té una alçada de 8,5. A l'exterior hi ha un nivell d'espitlleres a uns 2 m de terra i una altra sèrie, més petites, uns 3 m més amunt. Al mur sud-oest s'obre una porta d'1 m d'amplada. Al sud-oest també hi havia una altra porta, tapiada posteriorment. Les portes són situades a uns 2 m del sòl exterior i eren coronades amb lloses a plec de llibre que han estat arrencades. L'aparell constructiu és fet de pedres de granit molt poc treballades, unides amb molt morter de calç. A la banda nord, sota el mur hi ha un petit vall. Les excavacions arqueològiques fetes al costat del mur septentrional han descobert un mur, orientat de sud-oest a nord-est, amb una amplada de 135 cm i una alçada actual de 90 cm, fet amb un aparell diferent; les pedres són més treballades i ben arrenglerades. Podria pertànyer a una fortificació anterior, potser una torre de planta quadrangular.
Aquest castell segueix la tradició iniciada a Europa cap al 1200 de castells circulars o ovalats i és comparable al castell de Lladorre, al Pallars Sobirà. Les restes actuals es podrien datar cap al segle xiii, excepte les restes del mur trobat a l'interior, que són segurament més antigues, del segle xii.